# Västvireo
Västvireo (Vireo cassinii) är en fågel i familjen vireor som förekommer i västra Nordamerika. Den är mycket lik och nära släkt med de östligare arterna glasögonvireo och blygrå vireo.

## Kännetecken

### Utseende
Västvireon är en 13–15 cm stor vireo med relativt stort huvud och kort näbb. Den är mycket lik de nära släktingarna blygrå vireo och glasögonvireo med mörkgrått huvud tydligt kontrasterande vit ögonring och vit tygel som formar "glasögon". Denna art är i fjäderdräkten en mellanting mellan båda, med olivgula flanker och grönaktiga kanter på vingpennorna, men har grå istället för grön rygg utan kontrast mot det grå huvudet. De blekaste individerna är svåra att skilja från blygrå vireo och kan vara hybrider.

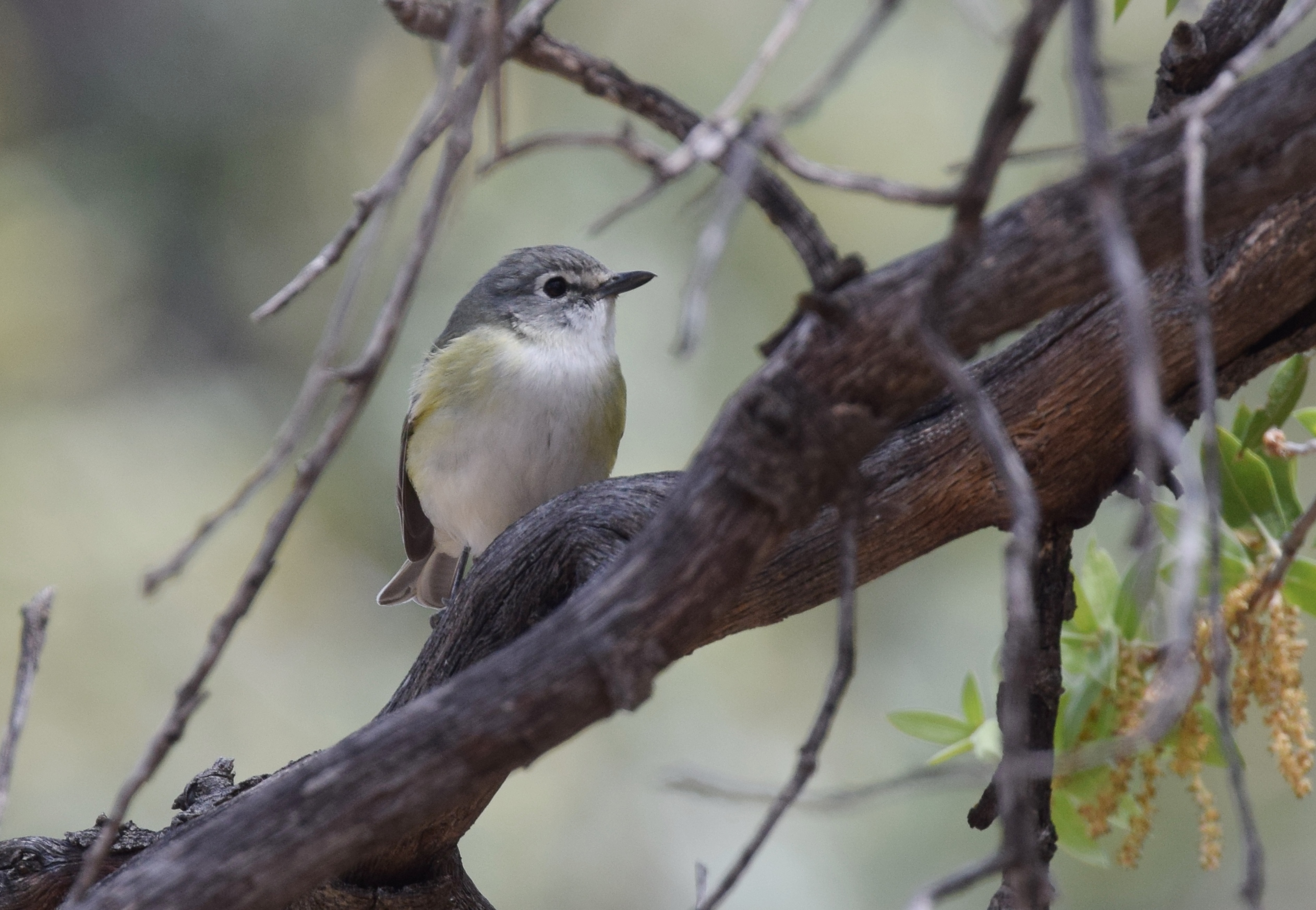

### Läte
Sången består av en serie skorrande fraser lik blygrå vireo men ljusare och klarare. Lätet liknar glasögonvireons, hårt och fallande.

## Utbredning och systematik
Västvireon delas in i två distinkta underarter med följande utbredning:
- Vireo cassinii cassinii – förekommer från södra British Columbia till norra Baja California, övervintrar så långt söderut som till Guatemala
- Vireo cassinii lucasanus – förekommer i bergstrakter i södra Baja California (Sierra de la Laguna)

Utbredningskarta för västvireon, där orange betecknar vistelse sommartid, blått vintertid och gult under flyttningen.

Taxonet cassini är flyttfågel, lucasanus stannfågel.
Västvireo, blygrå vireo och glasögonvireo är nära släkt och behandlades tidigare som en och samma art. Dess utbredningsområde i västra Kanada överlappar något med glasögonvireons och hybridisering kan förekomma. Studier av mitokondrie-DNA (cytokrom b), visar att arterna skiljer åt lika mycket som glasögonvireon och gulstrupig vireo.

## Levnadssätt
Västvireon hittas i barr- och blandskogar. Framför allt under häckningstid lever den av leddjur som den plockar i lövverkets översta och mellersta nivåer. Fågeln inleder äggläggning från slutet av april i söder och tre veckor in i juni i norr.

## Status och hot
Arten har ett stort utbredningsområde och en stor population, och tros öka i antal. Utifrån dessa kriterier kategoriserar internationella naturvårdsunionen IUCN arten som livskraftig (LC).

## Namn
Fågelns vetenskapliga artnamn hedrar den amerikanske ornitologen John Cassin (1813-1869). Tidigare kallades den cassinvireo även på svenska, men justerades 2023 till ett enklare och mer informativt namn av BirdLife Sveriges taxonomikommitté.